# ريوشي كييوناري
ريوشي كييوناري  مواليد 23 سبتمبر 1982 في سايتاما، اليابان، هو متسابق دراجات نارية ياباني. نافس في بطولة العالم للسوبربايك وبطولة العالم للموتو جي بي.

## روابط خارجية
- ريوشي كييوناري على موقع MotoGP.com (الإنجليزية)
- ريوشي كييوناري على موقع WorldSBK.com (الإنجليزية)